# 川野重任
川野 重任（かわの しげとう、1911年7月22日 - 2010年7月22日）は、日本の農業経済学者。学位は、農学博士（京都大学・論文博士・1962年）（学位論文「土地改革の理論的性格」）。東京大学名誉教授。

## 来歴
鹿児島県南さつま市（旧加世田市域）出身。鹿児島県立川辺中学校 (旧制)を経て、第七高等学校造士館 (旧制)理科を1932年に卒業。1936年に東京帝国大学農学部農業経済卒業後、副手、1939年に助手、1942年に東京大学東洋文化研究所助教授、1951年に同研究所教授、1962年、「土地改革の理論的性格」で京都大学より農学博士の学位を取得。1966年、同研究所長に就任。1970年に所長退任。1972年に東京大学を定年退官し名誉教授、東海大学政経学部教授。1984年退職。
日本を含むアジア諸国の農業発展の基本過程を幅広く分析。農業政策の分野で行政にも影響を与えた。また、留学生問題にも取り組み、制度改善に尽力した。米価審議会会長、農政審議会会長、財団法人日本国際教育協会（現日本国際教育支援協会）理事長等を歴任。1993年文化功労者。
2010年7月22日、老衰のため死去。99歳没。

## 著書
- 『台湾米穀経済論』有斐閣 1941
- 『音容去来』大明堂 1996
- 『国と郷を思う 「戦後五十年」を超えて』春苑堂出版 1997 かごしま文庫
- 『歳々年々想いあり』家の光協会 1999
- 『半生 折にふれて』盈進社 1999
- 『川野重任回想の農業・経済』家の光協会 2000
- 『時言・正言・直言』盈進社 2001
- 『回想「興南」時言』盈進社 2006

## 共編著
- 『現代農業分析の展望』大川一司共編 大明堂 1958
- 『農業問題』編 春秋社 1963 日本経済の分析
- 『台湾経済総合研究』笹本武治共編 アジア経済研究所 1968
- 『都市形成の論理と住民』磯村英一、鵜飼信成共編 東京大学出版会 1971
- 『アジアの近代化』編 東京大学出版会 1972
- 『アジア諸国からの留学と技術研修』編 アジア経済研究所 1975.
- 『人間と都市環境 日本地域開発センター研究報告 2（大都市周辺部）』鵜飼信成共編 鹿島出版会 1975
- 『人間と都市環境 日本地域開発センター研究報告 3（広域圏）』木内信蔵共編 鹿島出版会 1975
- 『東南アジア留学生の日本選択』編 アジア経済研究所 1976
- 『世界の食糧・日本の食糧』編著 泰流社 1977
- 『アジアの食糧生産 開発と需給』編 アジア経済研究所 1980
- 『食糧戦略と農業 ビジョン’90』編著 家の光協会 1981
- 『技術移転と文化摩擦』編 大明堂 1982
- 『在日外国人学生 その日本観』編 大明堂 1982
- 『世界の食糧・日本の食糧』編著 泰流社 1985
- 『興亡の国を支えて 二〇世紀農政の教訓』梶井功共編著 家の光協会 2001

## 翻訳
- 『山村研究 第4輯.瑞西国山村農民窮乏克服策』訳編 農村更生協会 1937
- セオドア・W.シュルツ『農業の経済組織』馬場啓之助共監訳 中央公論社 1958
- T.W.シュルツ『経済成長と農業』監訳 農政調査委員会 1971